# David Troch
David Troch (Bonheiden, 28 juli 1977) is een Vlaamse dichter, schrijver en regisseur. 
Troch publiceerde in tijdschriften als De Brakke Hond, Deus ex Machina, Poëziekrant en Gierik & Nieuw Vlaams Tijdschrift. Verder stond hij in Snoecks en het NRC Handelsblad. 
Troch bracht in 2002 bij de toenmalige uitgeverij Zuid & Noord de verhalenbundel 'tot de sterren gericht' uit. Een jaar later volgde bij dezelfde uitgever het poëziedebuut 'liefde is een stinkdier maar de geur went wel'. Eind 2006 kwam bij de eenmansuitgeverij Het Zinkend Schip het bundeltje 'ontkroond' uit. Daarin staan zestien prijsgedichten van de auteur. 
Laat[avond]taal is de bundel die eind 2008 bij het Poëziecentrum verscheen onder redactie van Hedwig Speliers. 
Troch was redactielid van het literaire e-zine Meander en van Gierik en Nieuw Vlaams Tijdschrift. Sinds begin 2009 zetelt hij in de redactie van Kluger Hans. 
Hij won diverse literaire prijzen in Vlaanderen en Nederland zoals de Jules Van Campenhoutprijs voor Poëzie in 2008, de Goldpenprijs in 2007 en de Gerard Vermeerschprijs voor monologen in 2005. Troch staat vaak op het podium. Hij nam deel aan diverse poetry slams en haalde in 2006 de finale van het Nederlandse Kampioenschap poetry slam. Op Dichters in de Prinsentuin en Onbederf'lijk Vers was de dichter te gast. 
Als regisseur zette Troch toneelstukken op de scène zoals 'het geheim van de kont', 'het stinkt hier' en 'een doosje dolle dialogen'.
Sinds eind 2010 is David Troch ambassadeur van de Poëzie van de stad Gent, een titel die hij won bij deelname aan een wedstrijd van de Gentse vzw De Ambassade. 
In januari 2012 won David Troch de Turing Nationale Gedichtenwedstrijd.
Troch zegt zelf een hekel te hebben aan hoofdletters.